# Herbert Sharpe
Herbert Francis Sharpe (Halifax, 1 de març de 1861 - Kensington, 14 d'octubre de 1925) fou un compositor anglès.
Actuà com a concertista de piano a partir de 1882, i el 1884 fou nomenat professor del Royal College of Music, de Londres. Malgrat que la major part de la seva vida la consagrà al professorat, no deixà de cultivar la composició, per la que reunia dots especials.
Va escriure una òpera còmica entres actes, un Concert-obertura per a orquestra, peces per a un i dos pianos, per a flauta i piano, etc. a més de diversos cicles de cançons i obres corals i una excel·lent Pianoforte School, de text en alguns establiments d'ensenyança anglesos.